# Романовский, Николай Семёнович
Никола́й Семёнович Романо́вский (род. 7 августа 1946, Семипалатинск, СССР) — советский и российский математик, специалист по теории групп, доктор физико-математических наук, профессор, ведущий научный сотрудник Института математики им. С. Л. Соболева, известный учёный сибирской школы алгебры и логики.
Число Эрдёша — 4.

## Образование
1986 — Доктор физико-математических наук, Институт математики, Новосибирск
1971 — Кандидат физико-математических наук, Институт математики, Новосибирск
1964—1969 — студент Новосибирского государственного университета

## Профессиональный опыт
Институт математики им. С. Л. Соболева РАН, Новосибирск, Россия
• 1987 — настоящее время — ведущий научный сотрудник.
• 1976—1987 — старший научный сотрудник.
• 1971—1976 — ученый секретарь института.
• 1969—1971 — младший научный сотрудник.
Новосибирский государственный университет, Новосибирск, Россия
• 1994 — настоящее время — профессор.
• 1978—1994 — доцент
• 1969—1978 — ассистент учителя

## Избранная библиография
- Н. С. Романовский, «Максимальные подкольца поля Q и максимальные подгруппы группы SL(n,Q)», Алгебра и логика. Семинар, 6:4 (1967), 75-82
- N. S. Romanovskii, «Subgroups between special linear groups over a ring and its subring», Math. Notes, 6:3 (1969), 657—663
- N. S. Romanovskii, «Finite approximabiliyt of free products with respect to occurrence», Math. USSR-Izv., 3:6 (1969), 1245—1249
- М. И. Каргаполов, В. Н. Ремесленников, Н. С. Романовский, В. А. Романьков, В. А. Чуркин, «Алгоритмические вопросы для σ -степенных групп», Алгебра и логика, 8:6 (1969), 643—659
- N. S. Romanovskii, «Generating and defining relations of the full linear group over a local ring», Siberian Math. J., 12:4 (1971), 667—669
- N. S. Romanovskii, «A freedom theorem for groups with one defining relation in the varieties of solvable and nilpotent groups of given lengths», Math. USSR-Sb., 18:1 (1972), 93-99
- Н. С. Романовский, «О некоторых алгоритмических проблемах для разрешимых групп», Алгебра и логика, 13:1 (1974), 26-34
- Н. С. Романовский, «Свободные подгруппы в конечно-определенных группах», Алгебра и логика, 16:1 (1977), 88-97
- V. N. Remeslennikov, N. S. Romanovskii, «Quasivarieties and q-Compact Classes of Abelian Groups», Algebra and Logic, 40:6 (2001), 378—383
- N. S. Romanovskii, E. I. Timoshenko, «On some elementary properties of soluble groups of derived length 2», Siberian Math. J., 44:2 (2003), 350—354
- V. N. Remeslennikov, N. S. Romanovskii, «Metabelian Products of Groups», Algebra and Logic, 43:3 (2004), 190—197
- Ch. K. Gupta, N. S. Romanovskii, «The Word Problem for Polynilpotent Groups with a Single Primitive Defining Relation», Algebra and Logic, 45:1 (2006), 17-25
- N. S. Romanovskii, «Divisible rigid groups», Algebra and Logic, 47:6 (2008), 426—434
- N. S. Romanovskii, «Equational Noetherianness of rigid soluble groups», Algebra and Logic, 48:2 (2009), 147—160
- N. S. Romanovskii, «Divisible rigid groups. Algebraic closedness and elementary theory», Algebra and Logic, 56:5 (2017), 395—408
- A. G. Myasnikov, N. S. Romanovskii, «Model-theoretic aspects of the theory of divisible rigid soluble groups», Algebra and Logic, 56:1 (2017), 82-84
- N. S. Romanovskii, «Generalized rigid groups: definitions, basic properties, and problems», Siberian Math. J., 59:4 (2018), 705—709
- A. G. Myasnikov, N. S. Romanovskii, «Divisible rigid groups. II. Stability, saturation, and elementary submodels», Algebra and Logic, 57:1 (2018), 29-38
- N. S. Romanovskii, «Divisible Rigid Groups. III. Homogeneity and Quantifier Elimination», Algebra and Logic, 57:6 (2019), 478—489
- N. S. Romanovskii, «Generalized rigid metabelian groups», Siberian Math. J., 60:1 (2019), 148—152
- N. S. Romanovskii, «Divisible rigid groups. IV. Definable subgroups», Algebra and Logic, 59:3 (2020), 237—252